# Comesperma pallidum
Comesperma pallidum är en jungfrulinsväxtart som beskrevs av L. Pedley. Comesperma pallidum ingår i släktet Comesperma och familjen jungfrulinsväxter. Inga underarter finns listade i Catalogue of Life.